# Conus colmani
Conus colmani é uma espécie de gastrópode do gênero Conus, pertencente a família Conidae.

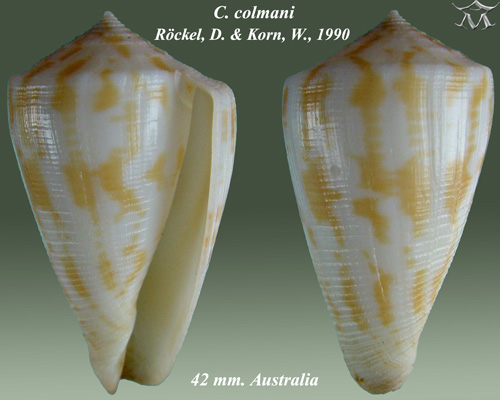
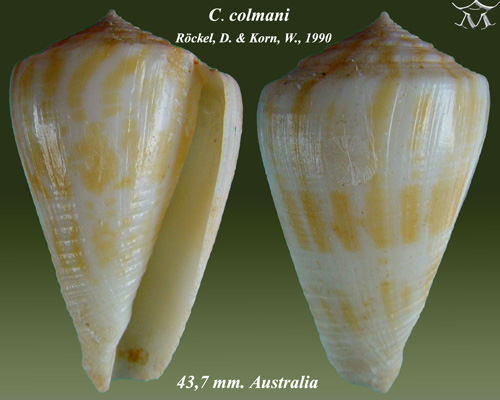